# Израелски паспорт
Израелският паспорт е израелски личен документ за пътуване в чужбина, издаден на гражданин на Израел, който да служи за установяване на самоличността на лицето и доказателство за израелското гражданство. Този документ също така потвърждава и дава право на притежателя му на защита и съдействие от израелските консулски служби в чужбина.
Задължителните палестински паспорти престават да бъдат валидни в края на британския мандат на Палестина на 15 май 1948 г. Израел започва да издава документи за пътуване през 1948 г., след декларацията за независимост на Израел на 14 май 1948 г. Първоначално те са описани само като документи за пътуване, с първоначална валидност от две години и използвани текстове на иврит и френски език. През 1952 г. Кнесетът (израелският парламент) приема Закона за гражданството на Израел и Израел започна да издава документи за пътуване, описани като паспорти. Първият паспорт е издаден на Голда Меир, която по това време работи за Еврейската агенция и скоро е щяла да стане посланик на Израел в СССР. 
Според индекса за визови ограничения (към май 2018 г.) израелските граждани могат да посетят 161 страни и територии без виза или чрез издаване на виза при пристигане. Така израелският паспорт е на 19-о място в света по списъка на свободата на пътуване .
От 1 януари 2018 г. само граждани на четири държави по света (Израел, Чили, Южна Корея и Хонконг) имат право на безвизови посещения на цялата територия на Европа.
На израелските граждани е разрешено да имат паспорти на други страни, но според закона те са задължени да представят израелски паспорт при влизане или напускане на Израел. Това правило официално е влязло в сила през 2002 г.

## Описание
Израелските паспорти са в тъмносин цвят, с емблемата на Израел в центъра на предната корица, под думите "מדינת ישראל" и "STATE OF ISRAEL" съответно на иврит и английски език. Думите "דרכון" и "PASPORTS" са изписани под емблемата. Вътрешните страници са украсени с израелската емблема под формата на маслинови клонки и седемразделна менора. Обикновеният паспорт е с 32 страници, а бизнес паспортът - с 64 страници.
Израелските паспорти са валидни до 10 години за лица над 18-годишна възраст. Те са двуезични и използват иврит и английски език. Тъй като на иврит се пише отдясно наляво, паспортите се отварят в десния край и страниците се подреждат отдясно наляво. Арабският език не се използва в израелските паспорти, въпреки че се използва във вътрешните карти за самоличност и е класифициран като притежаващ "специален статут в държавата" и използването му от публичните институции трябва да бъде установено със закон.

### Страница с информация за картата за самоличност
Информацията за израелския паспорт се поставя на страница 2 и включва следното:
- Снимка на притежателя на паспорта вляво (Широчина: 35mm, височина : 45mm; Височина на главата (до върха на косата): 32mm; Разстояние от горната част на снимката до върха на косата: 5mm)
- Тип (P/ד) סוג
- Код на държавата (ISR) סמל המדינה
- Номер на паспорта מס דרכון
- Номер на израелската лична карта מס זהות
- Фамилия שם משפחה
- Име и фамилия שם פרטי
- Националност אזרחות
- Дата на раждане תאריך לידה
- Пол מין
- Място на раждане מקום לידה
- Дата на издаване תאריך הוצאה
- Дата на изтичане на валидността תאריך פקיעת תוקף
- Орган (- идентификационен номер на паспорта) סמכות (- ממונה דרכונים ב)
- Подпис на приносителя (в биометричен паспорт) חתימת בעל הדרכוןЦялата информация се предоставя на иврит и на английски език. Информационната страница завършва с област за машинно четене.

### Забележка за паспорта
Заявлението за издаване на израелски паспорт е на иврит и английски език:
שר הפנים של מדינת ישראל מבקש בזה את כל הנוגעים בדבר להרשות לנושא דרכון זה לעבור ללא עכוב והפרעה ולהושיט לו במקרה הצורך את ההגנה והעזרה הדרושה.‎

The Minister of the Interior of the State of Israel hereby requests all those whom it may concern to allow the bearer of this passport to pass freely without let or hindrance and to afford him such assistance and protection as may be necessary.

## Ограничения на паспортите, наложени от Израел
Според законите на Държавата Израел 8 държави - Иран, Пакистан, Ирак, Либия, Ливан, Саудитска Арабия, Сирия и Йемен - са "вражески държави" и израелските граждани нямат право да ги посещават без специално разрешение, издадено от израелското Министерство на вътрешните работи. Израелски гражданин, който посещава някоя от тези страни, използвайки притежавания от него израелски или друг чуждестранен паспорт, може да бъде преследван при завръщането си в Израел. Списъкът на "вражеските държави" е одобрен през 1954 г. и е актуализиран само веднъж - на 25 юли 2007 г., когато в него е добавен Иран. Две държави (Египет и Йордания), първоначално добавени в списъка, са извадени от него след подписването на мирни договори с Израел.
През 2008 г. правителството на Израел приема изменение на Закона за гражданството от 1952 г., в което са включени 9 враждебно настроени към Израел държави: Афганистан, Иран, Пакистан, Ирак, Ливан, Либия, Судан, Сирия и Йемен, както и Ивицата Газаа. Придобиването на гражданство на някоя от тези държави или постоянно пребиваване в някоя от тези държави може да доведе до загуба на израелското гражданство.